# 香港富麗敦海洋公園酒店
香港富麗敦海洋公園酒店（英語：The Fullerton Ocean Park Hotel Hong Kong）位於香港香港島南區黃竹坑香港海洋公園水上樂園旁邊，是一間五星級的可持續發展及臨海奢華度假酒店，亦是香港首間富麗敦酒店和全球第一間富麗敦度假酒店。酒店提供425間精心設計的客房，全部均飽覽南中國海美景，提供一個温馨寧靜的休閒勝地。酒店設有 4 間餐廳、無邊際泳池、兒童嬉水池、室內兒童玩樂區、健身中心和水療中心，2018年興建，並於2022年7月18日竣工啟用。

## 配套設施
- 餐廳
- 無邊際泳池
- 兒童嬉水池
- 室內兒童玩樂區
- 健身中心
- 水療中心

## 外部連結
- 香港富麗敦海洋公園酒店的官方網站（富麗敦酒店網站）（英文）
- 香港富麗敦海洋公園酒店的官方網站（海洋公園網站）（繁體中文）
- 香港富麗敦海洋公園酒店的Facebook專頁（繁體中文）